# Avannaata
Avannaata (en groenlandés: Avannaata Kommunia) es un municipio ubicado en el norte de Groenlandia (Dinamarca), fundado el 1 de enero de 2018, su territorio es la parte norte y noroeste del antiguo municipio de Qaasuitsup.

## Geografía
El municipio se ubica en la parte noroeste de Groenlandia, limitando al sur con el municipio de Qeqertalik y al sureste con el municipio de Sermersooq en el este el municipio limita con el parque nacional del noreste de Groenlandia, que no constituye un municipio sino un área no incorporada perteneciente a Groenlandia.En el noroeste está la bahía de Melville. En el extremo noroeste cerca de Qaanaaq y Siorapaluk, las costas municipales se extiendieron hasta el estrecho de Nares, que separó Groenlandia de la isla de Ellesmere. Su territorio es la mayor parte del municipio Qaasuitsup de 2009 a 2017.
El lado occidental de Avannaata se extiende hasta la mitad oriental de la isla de Hans, mientras que la región de Qiqiktaluuk de Canadá administra la mitad occidental.

## Poblaciones y asentamientos
- Área de Ilulissat
  - Ilulissat (Jakobshavn)
  - Ilimanaq (Claushavn)
  - Oqaatsut (Rodebay)
  - Qeqertaq (Øen)
  - Saqqaq (Solsiden)
- Área de Qaanaaq
  - Qaanaaq (Thule)
  - Qeqertat
  - Savissivik
  - Siorapaluk
- Área de Uummannaq
  - Uummannaq (Omenak)
  - Ikerasak
  - Illorsuit
  - Niaqornat
  - Nuugaatsiaq
  - Qaarsut
  - Saattut
  - Ukkusissat
- Área de Upernavik
  - Upernavik
  - Aappilattoq
  - Innaarsuit
  - Kangersuatsiaq
  - Kullorsuaq
  - Naajaat
  - Nutaarmiut
  - Nuussuaq (Kraulshavn)
  - Tasiusaq
  - Tussaaq
  - Upernavik Kujalleq (Søndre Upernavik)